# Elettroforesi capillare-spettrometria di massa
L'elettroforesi capillare-spettrometria di massa (CE-MS) è una tecnica analitica formata dalla combinazione della separazione liquida dell'elettroforesi capillare e della spettrometria di massa.
Gli ioni tipicamente sono formati con l'elettrospray, ma possono essere prodotti anche con il desorbimento/ionizzazione laser assistito da matrice  o con altre tecniche di ionizzazione. Ha applicazioni nella ricerca di base sulla proteomica e nell'analisi quantitativa di biomolecole così come nella medicina clinica.